# 天童如净
天童如净（1163年8月8日—1228年8月18日），俗姓俞，字长翁，南宋时期曹洞宗的僧人。天童寺第31世主持。日本曹洞宗开山祖师道元的师傅。青原行思第十六世，雪窦智鉴法嗣。

## 生平
1163年8月8日（隆兴元年），天童如净出生在明州鄞县苇江（今浙江省宁波市）。少年时期出家得度。19岁，天童如净游历天下，拜入雪窦山雪窦智鉴禅师座下学习曹洞宗，出任他的侍者15年之久。1224年，无际了派圆寂之后，天童如净接任景德寺（今天童寺）主持。1225年，日本道元禅师来到天童寺跟随天童如净学习曹洞宗，1227年回国。1210年（嘉定三年），天童如净受邀驻锡于建康府清凉寺，之后搬到台州瑞岩寺、临安府净慈寺、庆元府瑞岩寺，再住净慈寺。晚年，天童如净受诏入住庆元府天童山景德寺。1228年8月18日，天童如净圆寂。